# Melanopopillia praefica
Melanopopillia praefica är en skalbaggsart som beskrevs av Machatschke 1971. Melanopopillia praefica ingår i släktet Melanopopillia och familjen Rutelidae. Inga underarter finns listade i Catalogue of Life.